# Thomas Ritter
Pour les articles homonymes, voir Ritter.
Thomas Ritter est un footballeur allemand né le 10 octobre 1967 à Görlitz.

## Carrière
- 1987-1989 : Dynamo Dresde  Allemagne de l'Est
- 1989-1990 : Fortschritt Bischofswerda  Allemagne de l'Est
- 1990-1992 : Stuttgarter Kickers  Allemagne
- 1992-1995 : FC Kaiserslautern  Allemagne
- 1995-1999 : Karlsruher SC  Allemagne
- 1999-2000 : SC Austria Lustenau  Autriche
- 2000-2001 : Changchun Yatai  Chine
- 2001-2002 : Stuttgarter Kickers  Allemagne
- 2003-2005 : FT Eider Büdelsdorf  Allemagne